# Cunningham (cráter)
Cunningham es un cráter de impacto de 37 km de diámetro del planeta Mercurio. Debe su nombre al fotógrafo estadounidense  Imogen Cunningham (1883-1976), y su nombre fue aprobado por la  Unión Astronómica Internacional en 2008.

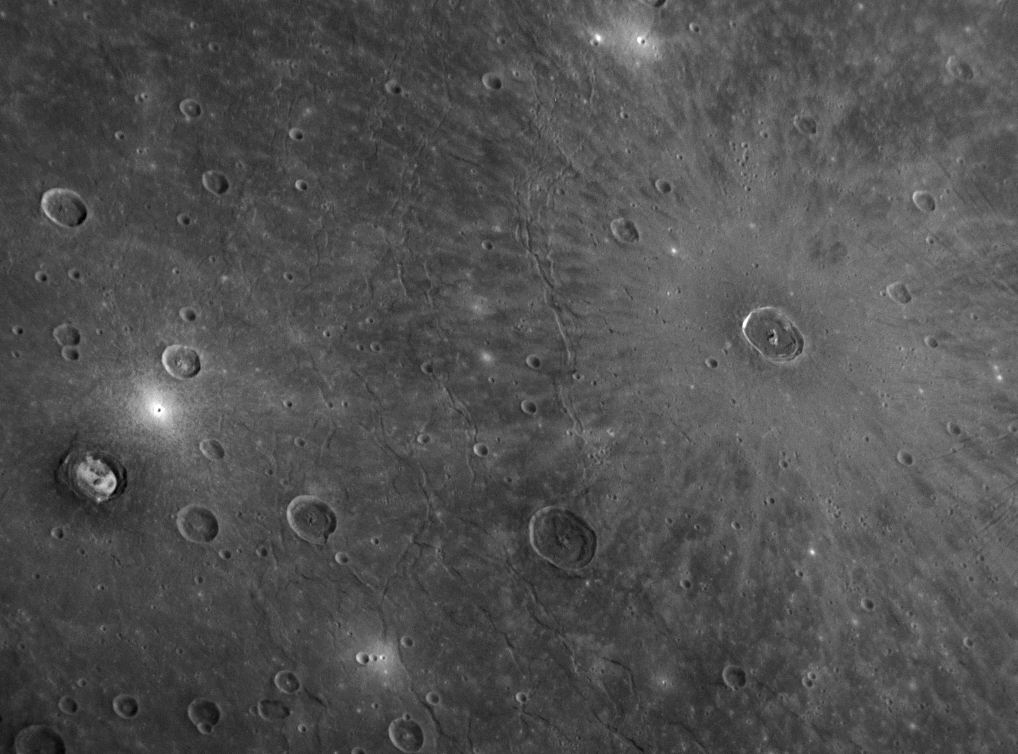
Caloris Planitia, donde se pueden ver los cráteres Cunningham (derecha) y Kertész (izquierda)

La gigante Caloris Planitia de Mercurio es la gran cuenca de impacto mejor conservada de  Mercurio, y la alta densidad de los cráteres en su superficie indica que la cuenca es bastante antigua y probablemente se formó hace unos 3,8 billones de años. Esta imagen NAC muestra un área en las planicies que llenan parcialmente el fondo de la cuenca Caloris. En la parte derecha de esta imagen, los rayos de colores claros que emanan del cráter Cunningham, y muestran que este cráter es relativamente joven; los rayos brillantes de material expulsado tienden a oscurecerse con el tiempo, ya que el material expulsado se modificada gradualmente por el impacto de micrometeoritos y partículas solares ( un conjunto de diferentes procesos que conjunto se llaman erosión espacial).
Las relaciones de edad relativa como esta se utilizan para estudiar la historia geológica de Mercurio.
El cráter  Kertész, de tamaño similar, también es visible en la parte izquierda de la imagen.